# 酒井優行
酒井 優行（さかい まさゆき、本名：充（みつる、苗字は同じ）、1950年 - ）日本の洋画家。
高槻市美術家協会会員。無所属。元白日会会員。元美術文化協会会員。大阪府高槻市在住。

## 経歴
- 1950年　大阪府高槻市に生まれる
- 1969年　大阪府立北野高等学校卒業
- 1973年　京都大学工学部卒業
- 1975年　京都大学大学院工学研究科修士課程修了
- 1970年　高槻市美術展覧会 初出品 教育委員長賞、ギターペイント賞。日美デザイン研究所デザイン基本科修了
- 1971年　高槻市美術展覧会 無鑑査
- 1972年　高槻市美術展覧会 市長賞。摂津峡写生大会 最優秀賞
- 1973年　高槻市美術展覧会 無鑑査
- 1974年　高槻市美術展覧会 市長賞。日美絵画研究所油絵口座修了
- 1975年　高槻市美術展覧会 無鑑査
- 1976年　高槻市美術展覧会 教育美術振興賞 （以後、依嘱出品）。二科展初出品入選（以後2回）。大阪府日曜画家展 知事賞
- 1981年　全大阪働く者の美術展 奨励賞
- 1984年　全大阪働く者の美術展 奨励賞
- 1985年　全大阪働く者の美術展 優秀賞、大阪労働協会賞
- 1989年　サロン・デ・ボザール展 奨励賞
- 1990年　サロン・デ・ボザール展 優秀賞
- 1992年　大阪府職員家族運動会ポスター展 努力賞
- 1999年　明日を担う作家たち「コモデティーアート」展（銀座・洋協アートホール）
- 2000年　個展（大阪・高宮画廊）。関西写実派三人展（ギャラリー大井）
- 2001年　大阪府庁を退職。個展（高槻西武）
- 2002年　個展（銀座・あかね画廊）
- 2003年　個展（新宿三越、京阪守口）。郷土高槻を描く「絵画」展 会長賞。関西写実派4人展（ギャラリー大井）
- 2004年　個展（くまもと阪神、京阪守口）。生島浩に師事
- 2005年　個展（小倉井筒屋、ながの東急、松本・井上百貨店）
- 2006年　白日会展 佳作賞、会友推挙。雙展（京都・津田画廊）
- 2007年　日展入選。白日会展 準会員推挙。個展（高槻松坂屋）。金烏の会（池田・画廊ぶらんしゅ）
- 2008年　日展入選。雙展（京都・津田画廊）。金烏の会（池田・画廊ぶらんしゅ）
- 2009年　白日会展 会員推挙。金烏の会（池田・画廊ぶらんしゅ）。生島浩絵画研究所修了。中上誠章に師事
- 2011年　高槻市美術家協会 会員推挙（以後、招待出品）。個展（高槻松坂屋）。雙展（京都・津田画廊）。
- 2011年　関西美術文化展 新人努力賞
- 2012年　雙展（京都・津田画廊）。美術文化展 新人努力賞、ターレンスジャパン賞、会友推挙。関西美術文化展 ゆり賞
- 2013年　美術文化展 新人努力賞、ホルベイン工業賞、準会員推挙。関西美術文化展 関西美術文化賞、清風堂賞。
- 2013年　雙展（京都・津田画廊）
- 2014年　高槻市美術家協会副会長就任。美術文化展 努力賞、清風堂賞、会員推挙。美術文化協会退会。
- 2014年　高槻ゆかりの美術家展（高槻松坂屋）。雙展（京都・津田画廊）
- 2015年　具象画三人展（あべのハルカス近鉄本店タワー館美術画廊）
- 2016年　個展（京阪百貨店守口店美術画廊）。白日会退会。二紀展 初出品入選
- 2017年　関西二紀展初出品入選（大阪市立美術館）。京都二紀小品展（ギャラリーヒルゲート）
- 2018年　関西二紀展 努力賞。京都二紀展 黒田重太郎賞（京都府芸術文化会館）。
- 2018年　茨木市美術展 初出品 市議会議長賞。FEB展（京都府芸術文化会館）
- 2019年　茨木市美術展 美術協会奨励賞。FEB展（京都府芸術文化会館）
- 2020年　京都二紀展 奨励賞（京都市京セラ美術館）。FEB展（京都府芸術文化会館）
- 2022年　春陽展初出品2点入選、賞候補・大阪市教育委員会教育長賞。FEB展（京都府芸術文化会館）
- 2022年　関西春陽会絵画部展2022 奨励賞、ホルベイン賞
- 2023年　第100回記念春陽展 奨励賞 2点入選

- 現在　　無所属、高槻市美術家協会会員、高槻市美術展覧会審査員、招待出品、元白日会会員、元美術文化協会会員
- 主な収蔵先　大阪重粒子線センター、大阪府赤十字血液センター、枚方市。